# Guerra degli emù

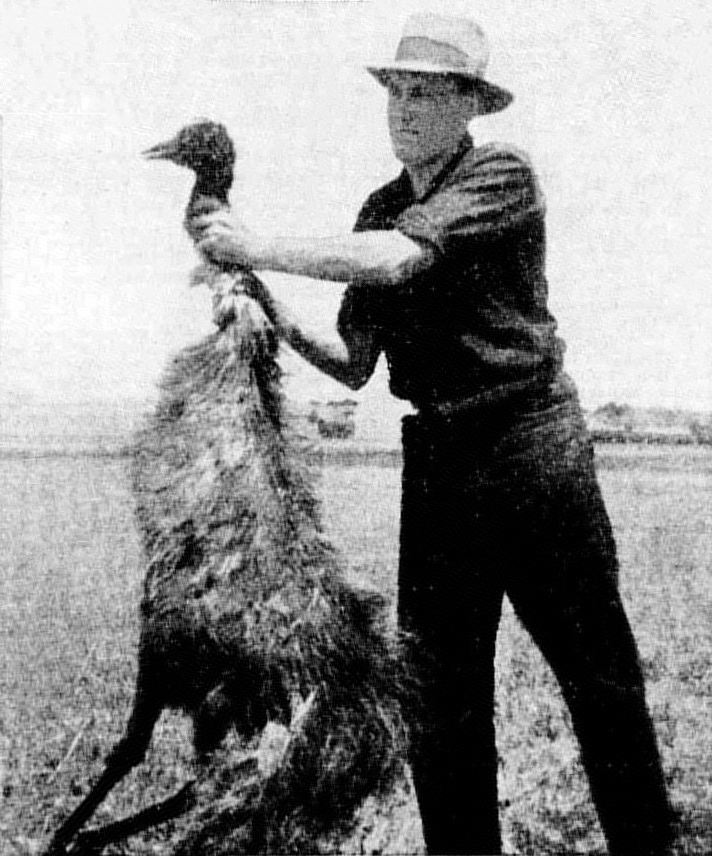
Emù abbattuto durante l'operazione

La guerra degli emù (nota anche come grande guerra degli emù) fu un'operazione militare contro la fauna selvatica nociva svoltasi in Australia durante l'ultima parte del 1932, dal 2 novembre al 10 dicembre, in risposta alle preoccupazioni nutrite dall'opinione pubblica nei confronti del considerevole numero di emù riversatisi senza controllo nel distretto di Campion nell'Australia Occidentale.  
Il tentativo di limitare la popolazione degli emù, un uccello australiano di grosse dimensioni incapace di volare, vide l'impiego di soldati armati di mitragliatrici, fatto che portò i media a riferirsi a tale operazione adottando il termine di "Guerra degli emù".  
Nonostante il gran numero di uccelli uccisi, gli emù persistettero e continuarono a distruggere le colture a più riprese durante gli anni trenta e quaranta. 

## Il contesto storico

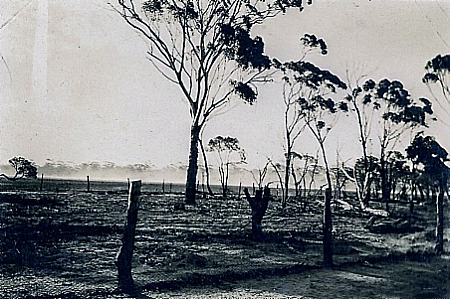
Terreno rovinato dagli emù, durante il 1932, prima che scoppiasse la Guerra degli Emù.

Dopo la prima guerra mondiale un grande numero di ex-soldati australiani e veterani britannici iniziò a coltivare in aree spesso marginali dell'Australia Occidentale. Con l'insorgere della Grande depressione nel 1929, questi agricoltori furono incoraggiati ad incrementare le loro coltivazioni di grano con la promessa, non mantenuta, di assistenza sotto forma di sussidi statali. Nonostante le raccomandazioni e le promesse di sussidi, il prezzo del grano continuò a scendere e nell'ottobre del 1932 la situazione si aggravò, con i coltivatori che si preparavano a mietere il raccolto stagionale e al contempo minacciavano il rifiuto di caricare il grano già falciato.
Le difficoltà alle quali erano sottoposti gli agricoltori aumentarono con l'arrivo di quasi 20 000 emù: gli emù migrano regolarmente dopo la loro stagione riproduttiva, diretti dalle regioni più interne a quelle costiere. Le vaste aree bonificate e le forniture aggiuntive di acqua rese disponibili per l'allevamento dai coltivatori dell'Australia Occidentale portarono gli emù a individuare le terre coltivate come un ottimo habitat, così iniziarono a fare incursione nei terreni agricoli, in particolare in quelli situati tra Campion e Walgoolan. Gli emù consumavano e danneggiavano i raccolti, lasciando inoltre nelle recinzioni ampi fori, che permettevano ai conigli di entrare e causare ulteriori danni.
Gli agricoltori espressero i loro timori riguardo al danneggiamento delle loro proprietà da parte degli animali e una delegazione di ex-soldati incontrò il Ministro della difesa, Sir George Pearce. Avendo servito nella prima guerra mondiale, i soldati erano a conoscenza dell'efficacia delle mitragliatrici e ne richiesero il dispiegamento contro gli uccelli. Il ministro accettò prontamente, tuttavia vi erano delle condizioni: le armi sarebbero state usate esclusivamente da personale militare e il trasporto delle truppe sarebbe stato finanziato dal governo dell'Australia Occidentale, mentre le munizioni, vitto e alloggio sarebbero stati pagati dai coltivatori. Pearce sosteneva inoltre che il dispiegamento delle truppe avrebbe permesso a queste di esercitarsi usando gli uccelli come bersaglio, sebbene si ritenga che alcuni membri del governo fossero soprattutto interessati all'operazione come occasione propagandistica nella quale mostrarsi soccorritori degli agricoltori dell'Australia Occidentale, dimostrato dalla partecipazione di un regista della Fox Movietone.

## La "guerra"

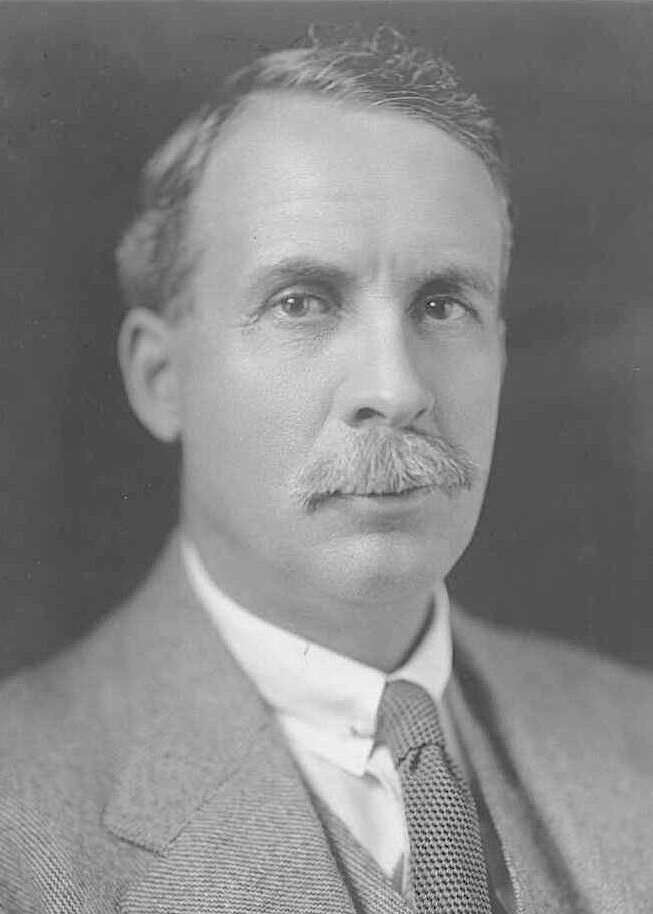
Sir George Pearce, ministro laburista della difesa nel biennio 1932-1934, che ordinò l'eliminazione della popolazione degli emù da parte dell'esercito. A seguito di questo episodio gli venne assegnato da parte del senatore James Dunn, scissionista ed ex-collega di partito, l'appellativo di "ministro della guerra degli emù".

Il coinvolgimento militare era pronto ad iniziare nell'ottobre del 1932. La "guerra" fu condotta sotto il comando di G.P.W Meredith, maggiore del Seventh Heavy Battery della Royal Australian Artillery, al comando di una coppia di mitraglieri armati con due fucili automatici Lewis e 10 000 cartucce. L'operazione fu ritardata a causa di un periodo piovoso che provocò lo sparpagliamento degli emù su un'area maggiore. Le precipitazioni terminarono il 2 novembre 1932: fu a questo punto che le truppe vennero dispiegate con l'ordine di assistere gli agricoltori e inoltre, stando al resoconto di un giornale, di ottenere 100 pelli di emù in modo che le loro piume potessero essere utilizzate per realizzare cappelli per la Australian Light Horse.

### Il primo tentativo
Il 2 novembre gli uomini marciarono verso il distretto di Campion, luogo dove quasi 50 emù erano stati avvistati. Dato che gli uccelli erano fuori dalla portata delle armi, gli abitanti provarono ad ammassarli per tendergli un'imboscata, ma questi si dileguarono diventando bersagli difficili. Tuttavia, nonostante la prima raffica si rivelasse inefficace per via della distanza, una seconda raffica uccise un certo numero di uccelli. Più tardi nello stesso giorno fu incontrato un piccolo gruppo e circa una dozzina di uccelli fu abbattuta.
Il 4 novembre Meredith attuò un'imboscata nei pressi di una diga, dove furono visti dirigersi circa 1.000 emù. Questa volta i mitraglieri attesero fino a che gli uccelli non si trovarono a tiro. Le armi però si incepparono dopo l'uccisione di dodici emù e il resto si sparpagliò prima che altri potessero essere abbattuti. Non furono più avvistati altri emù quel giorno.
Nei giorni seguenti Meredith decise di muoversi ulteriormente a sud, dove molti uccelli furono visti e descritti come "piuttosto mansueti", tuttavia il limitato successo ottenuto non ripagò i suoi sforzi. Meredith provò a montare una mitragliatrice su un automezzo, mossa che si rivelò inefficace, dato che il veicolo era incapace di raggiungere gli emù e la corsa era così difficile da non permettere al mitragliere di sparare un solo colpo. Fino all'8 novembre, sei giorni dopo il primo abbattimento, erano stati sparati 2.500 colpi. Il numero di uccelli uccisi resta incerto: un resoconto dichiara il numero di 50 individui, ma altri variano da 200 a 500 emù. L'ultimo numero è stato fornito dagli abitanti stessi. Un rapporto ufficiale di Meredith dichiara che i suoi uomini non hanno subito perdite.
Riassumendo i fatti, l'ornitologo Dominic Serventy commentò:
L'8 novembre l'operazione venne discussa dai membri della Camera dei rappresentanti. A seguito dei commenti negativi dei media locali riguardo agli eventi, Pearce congedò il personale militare dall'incarico.
Dopo il ritiro delle truppe, il maggiore Meredith comparò gli emù con gli Zulu e commentò la stupefacente agilità degli emù, persino quando gravemente feriti:

### Il secondo tentativo
A seguito del congedo delle forze armate, gli attacchi delle coltivazioni da parte degli emù ripresero. Gli agricoltori chiesero ancora una volta sostegno, sostenendo che il clima caldo e secco avesse provocato il riversarsi nelle loro proprietà di migliaia di emù. James Mitchell, primo ministro dell'Australia Occidentale, prestò forte supporto al rinnovo dell'assistenza militare. Inoltre un resoconto del comandante di base indicava che ben 300 emù erano stati uccisi nell'operazione iniziale.
Agendo sulla base delle richieste e del rapporto del comandante di base, il 12 novembre il ministro della difesa approvò l'impiego delle forze armate e difese la sua decisione in senato sostenendo che fosse necessario l'intervento dei soldati al fine di terminare la grave minaccia all'agricoltura causata dal grande numero di emù. Nonostante i militari avessero accettato di mettere a disposizione le armi al governo dell'Australia Occidentale, nella speranza che questo fornisse il personale necessario, Meredith fu costretto a tornare sul campo in prima persona a causa di un'apparente mancanza di mitraglieri competenti.
Dispiegate sul campo il 13 novembre 1932, le forze armate ottennero un particolare successo durante i primi due giorni di caccia, con l'uccisione di circa 40 emù. Il terzo giorno, il 15 di novembre, si dimostrò di gran lunga un insuccesso, e nel seguito i rapporti delle unità militari annoverano 100 emù uccisi a settimana fino al 2 di dicembre. Meredith fu richiamato il 10 dicembre e nei suoi rapporti dichiarò un totale di 986 uccisioni con l'uso di 9.860 proiettili, esattamente 10 colpi sparati per ogni uccisione confermata. L'ufficiale sostenne inoltre che 2 500 uccelli feriti morirono successivamente a causa dei danni subiti.

## Conseguenze
A dispetto dei problemi sorti con l'eliminazione della fauna selvatica, gli agricoltori della regione occidentale richiesero ulteriormente assistenza militare nel 1934, nel 1943 e nel 1948, ottenendo solamente il rifiuto da parte del governo. Continuò invece il sistema a ricompense statali, istituito nel 1923, il quale si rivelò essere efficace: furono reclamate 57 034 ricompense nell'arco di sei mesi del 1934.
Agli inizi di dicembre del 1932 la notizia della guerra degli emù si era ormai diffusa, raggiungendo la Gran Bretagna. Alcuni conservazionisti definirono l'operazione di contenimento della fauna selvatica come "lo sterminio della rara specie degli emù". Dominic Serventy e Hubert Whittell, celebri ornitologi australiani, che descrissero il fatto come "un tentativo di distruzione di massa della popolazione degli uccelli".
Durante il 1930 e alcuni decenni dopo, la recinzione di esclusione divenne popolare per aver tenuto al di fuori delle aree agricole animali come i dinghi, i conigli, gli emù stessi e altri animali.
Nel novembre 1950, Hugh Leslie sollevò la questione degli emù nel parlamento federale, chiese al ministro dell'esercito Josiah Francis una massiccia distribuzione di munizioni per gli agricoltori. Il ministero la approvò, fornendo 500.000 proiettili alla popolazione locale.